# Pseudosciara debilis
Pseudosciara debilis är en tvåvingeart som först beskrevs av Samuel Wendell Williston  1896.  Pseudosciara debilis ingår i släktet Pseudosciara och familjen sorgmyggor. Inga underarter finns listade i Catalogue of Life.